# Poul Schlüter

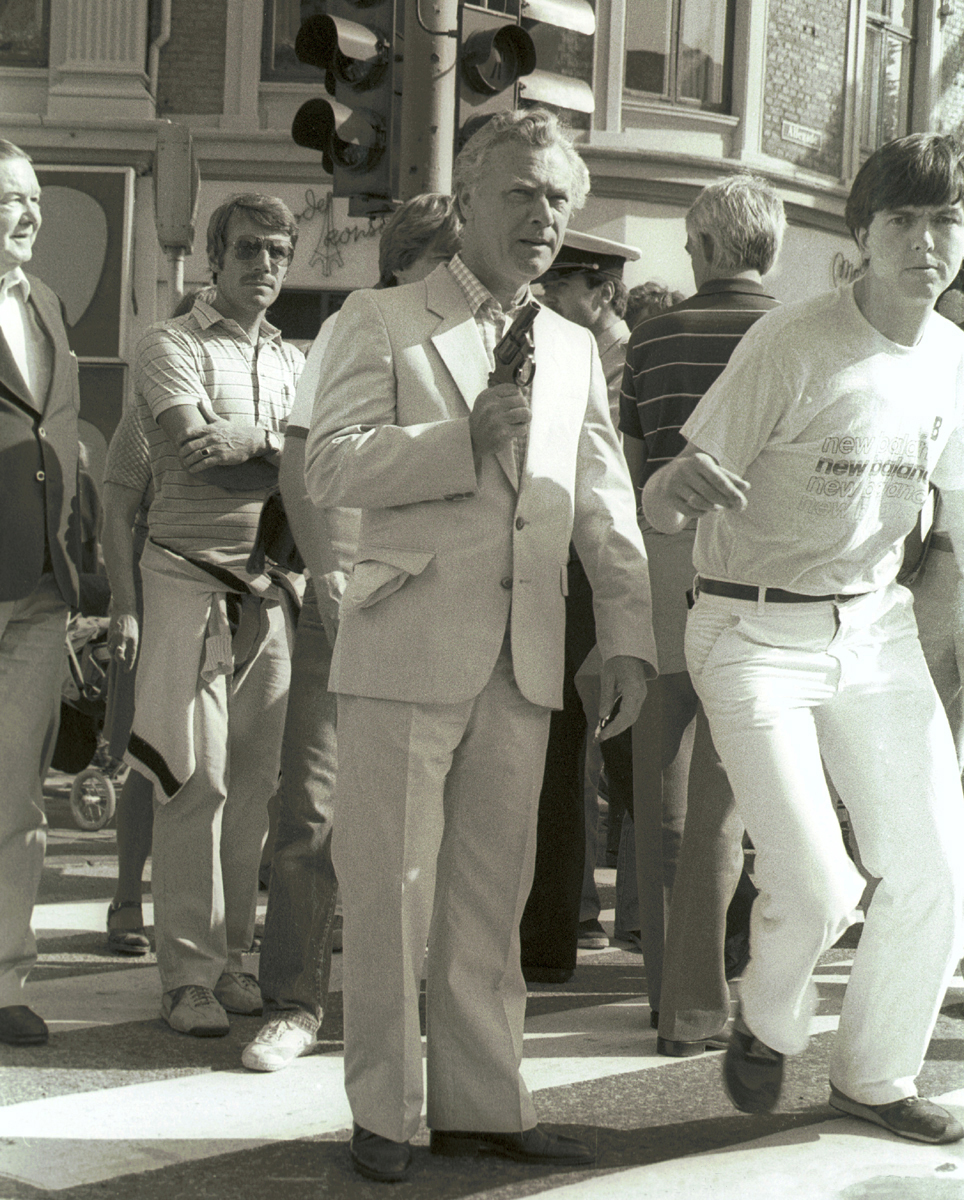
Poul Schlüter (1984)

Poul Holmskov Schlüter (ur. 3 kwietnia 1929 w Tønder, zm. 27 maja 2021) – duński polityk i prawnik, w latach 1982–1993 premier Danii, długoletni poseł do Folketingetu, poseł do Parlamentu Europejskiego IV kadencji, w latach 1974–1993 lider polityczny Konserwatywnej Partii Ludowej.

## Życiorys

### Życie prywatne i działalność zawodowa
Poul Schlüter urodził się jako syn kupca Johannesa Schlütera i jego żony Else Katrine z domu Holmskov. Trzykrotnie żonaty. Jego syn, Peter Schlüter, z zawodu dziennikarz, był kopenhaskim radnym. Poul Schlüter ukończył w 1957 studia prawnicze na Uniwersytecie Kopenhaskim. W 1960 uzyskał uprawnienia adwokata, podejmując praktykę zawodową w ramach stołecznej palestry.

### Działalność polityczna

#### Działalność partyjna i parlamentarna
Swoją karierę polityczną rozpoczął w Konservativ Ungdom, organizacji młodzieżowej Konserwatywnej Partii Ludowej. W 1952 został wybrany na przewodniczącego tego ugrupowania na kongresie w miejscowości Kolding. Funkcję tę pełnił do 1955. W 1964 został po raz pierwszy wybrany do Folketingetu z listy konserwatystów. W duńskim parlamencie zasiadał nieprzerwanie do 1994. W latach 1974–1993 był liderem politycznym Konserwatywnej Partii Ludowej. Od 1974 do 1977 i od 1981 do 1993 jednocześnie zajmował formalne stanowisko przewodniczącego partii (partiformænd). Reprezentował Danię w Zgromadzeniu Parlamentarnym Rady Europy w latach 1971–1974. Przewodniczył również duńskiej delegacji w Radzie Nordyckiej, w latach 1978–1979 pełnił funkcję członka prezydium tej organizacji.

#### Premier Danii
10 września 1982 został premierem Danii jako pierwszy przedstawiciel konserwatystów od 1901, kiedy to swój urząd złożył Hannibal Sehested. Jego pierwszy rząd nie powstał bezpośrednio po wyborach, lecz wskutek kryzysu parlamentarnego. W wyniku trudności ekonomicznych urząd złożył lider socjaldemokratów Anker Jørgensen, kierujący od 1979 rządem mniejszościowym. Przywódcy konserwatystów udało się sformować koalicję złożoną z czterech partii (Konserwatywnej Partii Ludowej, Venstre, Centrum-Demokraterne i Chrześcijańskiej Partii Ludowej), która posiadała 66 mandatów w 179-osobowym Folketingecie.
W 1987 odbyły się kolejne wybory parlamentarne. Podobnie jak poprzednio największą frakcję parlamentarną uzyskali opozycyjni wobec rządu Polua Schlütera socjaldemokraci. Nie byli jednak w stanie utworzyć koalicji zdolnej do powołania nowego rządu. Premierem został znów Poul Schlüter, który zaprosił do tworzenia rządu te same partie, które wspierały jego gabinet od 1982. Nowa koalicja dysponowała 70 głosami, co wystarczyło jednak do sformowania rządu. W ciągu kilku miesięcy okazało się, że centroprawicowa koalicja nie jest w stanie efektywnie sprawować władzy. W 1988 odbyły się nowe wybory. Socjaldemokraci ponownie uzyskali najwięcej mandatów w parlamencie, ale nie utworzyli rządu. Przywódcy konserwatystów udało się sformować nową koalicję z poparciem socjalliberałów z Det Radikale Venstre. Jego trzeci rząd został powołany 3 czerwca 1988. W październiku 1989 czasowo wykonywał także obowiązki ministra sprawiedliwości. Po wyborach w 1990 powstał czwarty gabinet Poula Schlütera. Koalicja złożona z Konserwatywnej Partii Ludowej i Venstre dysponowała jedynie 59 głosami w Folketingecie. Odszedł z funkcji premiera w 1993, gdy dochodzenie wykazało, że miał wprowadzić w błąd parlament, wyjaśniając okoliczności tzw. sprawy tamilskiej (duń. Tamilsagen), która na początku 1989 doprowadziła do dymisji ministra sprawiedliwości Erika Ninna-Hansena.
W sferze gospodarczej okres rządów Poula Schlütera cechował się polityką przeciwinflacyjną. Jednocześnie próbowano doprowadzić do zwiększenia wzrostu gospodarczego i zmniejszenia bezrobocia (które w okresie premiera Ankera Jørgensena wynosiło około 10%). Polityka gospodarcza rządu zaczęła przynosić efekty w latach 1985–1986. W polityce zagranicznej Poul Schlüter był zwolennikiem integracji europejskiej. W 1986 jako premier mniejszościowego rządu wbrew opinii większości parlamentarnej publicznie wspierał ratyfikowanie przez Danię Jednolitego Aktu Europejskiego. Rozpisał w tej sprawie referendum, w którym ponad 56% głosujących również opowiedziało się za ratyfikacją traktatu. Jednocześnie lata jego rządów były politycznie niestabilne, żadna z czterech kierowanych przez niego koalicji nie posiadała większości 90 mandatów w Folketingecie. W celu zabezpieczenia większości parlamentarnej Poul Schlüter wielokrotnie publicznie groził dymisją i rozpisaniem przedterminowych wyborów (co trzykrotnie uczynił). Przeciwko niemu samemu 23 razy głosowano wniosek o wotum nieufności (za każdym razem nieskutecznie).

#### Działalność od 1993
W 1994 odszedł z Folketingetu. W tym samym roku został wybrany do Parlamentu Europejskiego, w którym zasiadał do 1999. Był członkiem grupy chadeckiej. Od 1994 do 1997 pełnił funkcję wiceprzewodniczącego PE IV kadencji.

## Odznaczenia
Ordery i odznaczenia państwowe:
- Krzyż Wielki Orderu Danebroga (Dania, 1990)
- Krzyż Wielki Orderu Gwiazdy Polarnej (Szwecja)
- Krzyż Wielki Orderu Zasługi (Norwegia)
- Wielka Gwiazda Odznaki Honorowej za Zasługi dla Republiki Austrii (Austria)
- Order Tri Shakti Patta (Nepal)
- Krzyż Wielki Orderu Oranje-Nassau (Holandia)
- Wielki Medal Gwanghwa Orderu Zasługi Służby Dyplomatycznej (Korea Południowa)
- Krzyż Wielki Orderu Infanta Henryka (Portugalia)
- Krzyż Wielki Orderu Białej Róży (Finlandia)
- Krzyż Wielki Orderu Korony Dębowej (Luksemburg)
- Krzyż Wielki Orderu Słonia Białego (Tajlandia)
- Krzyż Wielki Orderu Zasługi Republiki Federalnej Niemiec (Niemcy)